# 桑德萊克鎮區 (明尼蘇達州卡斯縣)
桑德萊克鎮區（英語：Thunder Lake Township）是一個位於美國明尼蘇達州卡斯縣的行政鎮區。

## 人口
根據2020年美國人口普查的數據，桑德萊克鎮區的面積為94.40平方千米，當中陸地面積為83.50平方千米，而水域面積為10.90平方千米。當地共有人口225人，而人口密度為每平方千米2人。